# Disputanta (Virginia)
Disputanta ist ein census-designated place (CDP) im Prince George County, Virginia, USA, in der Region Richmond-Petersburg und ist ein Teil des statistischen Großraums Richmond (MSA). Die Postleitzahl von Disputanta lautet 23842. Es hatte bei der Volkszählung 2020 373 Einwohner.

## Geschichte

### Namensfindung
Die Legende besagt, dass William Mahone (1826–1895), Erbauer der Norfolk and Petersburg Railroad (heute Teil der Norfolk Southern Railway), und seine Frau Otelia Butler Mahone (1837–1911) durch Norfolk reisten. Sie wählten Namen für Orte und Stationen aus. Otelia las Ivanhoe von Sir Walter Scott. Aus seinen historischen schottischen Romanen wählte Otelia die Ortsnamen Windsor und Waverly. Als sie weiter nach Westen fuhren, erreichten sie eine Station westlich der Linie vom Sussex County das Prince George County, wo sie sich nicht auf einen geeigneten Namen aus den Büchern einigen konnten. Stattdessen wurden sie kreativ und erfanden der Legende nach zu Ehren ihres Streits einen neuen Namen, Disputanta. Disputanta kann man auch mit Streitende ins Deutsche übersetzen.

### Wachstum und Fall
Die N&P-Eisenbahn wurde 1858 fertiggestellt. William Mahone wurde später während des amerikanischen Bürgerkriegs Generalmajor der konföderierten Armee und später in den Senat der Vereinigten Staaten gewählt. Ein großer Teil des US Highway 460 zwischen Petersburg und Suffolk wird ihm zu Ehren General Mahone Highway genannt.
Disputanta war in der ersten Hälfte des 20. Jahrhunderts eine blühende Eisenbahnstadt. Aufgrund seiner zwei 50.000-Gallonen-Wassertanks, die Wasser für die Kessel von Dampflokomotiven lieferten, war es ein wichtiger Haltepunkt für Züge der Norfolk and Western Railroad. Es hatte einst mehrere hundert Einwohner, zwei Schulen. Die zwei Schulen gab es, um die Schüler nach ihrer Hautfarbe zu trennen. Es gab auch neun Geschäfte, drei Banken, zwei Lebensmittellager, ein Sägewerk und verschiedene andere Geschäfte. 1960 wurden Norfolk und Western die letzte große Eisenbahn in den Vereinigten Staaten, da viele Unternehmen Dampflokomotiven für dieselelektrische Antriebskraft aufgaben. Als Norfolk und Western ihre letzten Dampflokomotiven durch moderne Diesellokomotiven ersetzten und den Personenzugverkehr beendeten, hielten die Züge nicht mehr in Disputanta und die Bevölkerungsanzahl ging zurück, als die Eisenbahnangestellten wegzogen. Heute sind das Eisenbahndepot und die meisten Geschäfte längst verschwunden und die winzige Gemeinde besteht aus ungefähr 75 Häusern, zwei Kirchen, einer Feuerwache, einem Postamt, einem Gemischtwarenladen und einer Grundschule. Ein großes Lagerhaus von Food Lion, eine von Standard Motor Products betriebene Fabrik für Autoteile und ein großer Autohof befinden sich westlich der Stadt am Highway 460 zwischen Disputanta und New Bohemia.
Im späten 19. Jahrhundert ließen sich über 700 tschechische und slowakische Familien im Prince George und den benachbarten Countys nieder, da nach dem Bürgerkrieg billiges Ackerland verfügbar war. Einige kamen direkt aus ihren Heimatländern in Osteuropa, während andere, die sich in Pennsylvania niedergelassen hatten, nach Virginia zogen. Einige, die sich im Mittleren Westen niedergelassen hatten, verkauften ihre Grundstücke und kauften Farmen dort. Die Gegend ist immer noch sehr ländlich und Nachkommen dieser tschechischen und slowakischen Einwanderer leben weiterhin in der Gegend und bewirtschaften das Land um Disputanta.